# Michael Hagerty
Michael Hagerty (Torrance (Californië), 29 juni 1971) is een Amerikaans acteur en filmproducent.

## Carrière
Hagerty begon in 1995 met acteren in de televisieserie The Wayans Bros.. Hierna heeft hij nog meerdere rollen gespeeld in televisieseries en films zoals Malibu Shores (1996), Nash Bridges (1999), Dawson's Creek (2000), Strong Medicine (2003) en NCIS (2008).

## Filmografie

### Films
Uitgezonderd korte films.
- 2019 SGT. Will Gardner - als officier Strouse
- 2011 Leave – als dokter
- 2010 In – als Pete
- 2009 Foxglove – als Sam
- 2003 Rats – als Michael
- 2001 The Elite – als Tanner Gold
- 2000 Camera – als Michael
- 2000 North Beach – als Steve
- 1999 The Last Big Attraction – als Gregg Beeson

### Televisieseries
Uitgezonderd eenmalige gastrollen.
- 2000 Dawson's Creek – als Matt Caufield – 3 afl.

### Filmproducent
- 2022 Spirit Halloween - film
- 2021 Knight's End - televisieserie - 1 afl.
- 2021 The Manson Brothers Midnight Zombie Massacre - film
- 2021 Old Henry - film
- 2020 Chance - film
- 2020 What the Night Can Do - film
- 2019 SGT. Will Gardner - film
- 2016 Still the King - televisieserie - 1 afl.
- 2011 Leave – film
- 2006 The Second Chance'– film
- 2005 Clown – film
- 1999 The Last Big Attraction – film